# À l'écoute des étoiles
À l'écoute des étoiles (titre original : The Stardroppers) est un roman de science-fiction de l'écrivain britannique John Brunner paru en 1972.
C'est la version revue et allongée d'un roman publié en 1963, sous le titre Listen, the Stars.